# オリンピックのブルンジ選手団
オリンピックのブルンジ選手団（オリンピックのブルンジせんしゅだん）は、ブルンジ共和国のオリンピック選手団。ブルンジ共和国はブルンジ王国として1962年にベルギーから独立したものの、その後長らく内戦が続いた。1993年、ブルンジオリンピック委員会が国際オリンピック委員会に承認され、ブルンジ選手団は1996年アトランタオリンピックから参加を果たした。初参加以降もしばらく不安定な国内情勢が続いたが、オリンピックへの参加は続けている。ただし、冬季オリンピックへの参加はまだない。

## 概要
夏季オリンピックでは1996年アトランタオリンピックの陸上競技男子5000mでベヌステ・ニョンガボが金メダルを獲得、2016年リオデジャネイロオリンピックの陸上競技女子800mでフランシーヌ・ニヨンサバが銀メダルを獲得と、共に陸上競技でメダルを獲得している。

## メダル獲得数一覧

### 夏季オリンピック
| 大会名                | 金 | 銀 | 銅 | 計 |
| 1996 アトランタ       | 1  | 0  | 0  | 1  |
| 2000 シドニー         | 0  | 0  | 0  | 0  |
| 2004 アテネ           | 0  | 0  | 0  | 0  |
| 2008 北京             | 0  | 0  | 0  | 0  |
| 2012 ロンドン         | 0  | 0  | 0  | 0  |
| 2016 リオデジャネイロ | 0  | 1  | 0  | 1  |
| 2020 東京             | 0  | 0  | 0  | 0  |
| 2024 パリ             | 0  | 0  | 0  | 0  |
| 合計                  | 1  | 1  | 0  | 2  |

### 夏季オリンピック競技別
| 競技           | 金 | 銀 | 銅 | 計 |
| -------------- | -- | -- | -- | -- |
| 陸上競技       | 1  | 1  | 0  | 2  |
| 計 (競技数: 1) | 1  | 1  | 0  | 2  |